# Ostropes trubil
Ostropes trubil (Onopordum acanthium) je statná dvouletá rostlina, bylina z čeledi hvězdnicovitých Rostlina je výrazná svou velikostí a hrubými, ostnatými bíle vlnitými listy a stonky.

## Popis

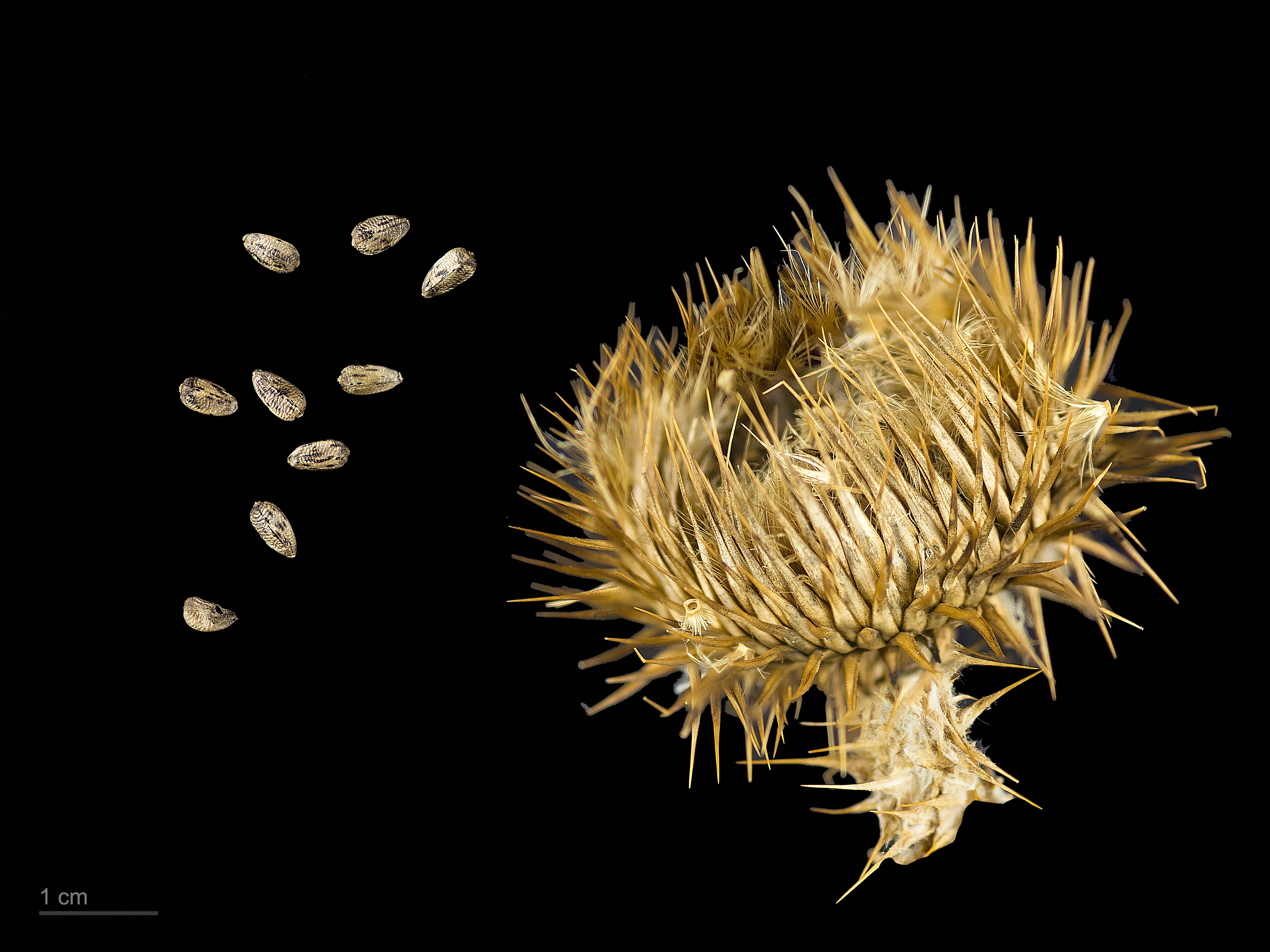
Suché plodenství a semena ostropesu

Statné dvouleté byliny dorůstají výšky až dva metry. Listy a stonky jsou hustě bíle plstnaté. Listy vyrůstají v přízemní listové růžici, bývají až 50 cm dlouhé. Trubkovité květy jsou růžové až červené, mají 30–70 mm v průměru a rostou jednotlivě na koncích květenství. Kvete v červenci až září. Semena jsou štíhlé a hladké nažky asi 3 mm dlouhé, hnědé s šedými znaky.

## Výskyt
Je původní v Evropě a západní Asii od Iberského poloostrova na východ po Kazachstán, a na sever po střední Skandinávii, ovšem roste i jinde.

## Synonyma
Podle biolib jsou používána česká synonyma:
- bílý trn
- pcháč strakatý

## Ekologie
Rostlina preferuje stanoviště se suchými léty, jako je například oblast Středomoří. Nejlépe se jí daří v písčité půdě, písčitém jílu a na vápnitých půdách, které jsou bohaté na živiny. Roste často na ruderálních stanovištích, suchých pastvinách a v narušených oblastech. Výskyt ovlivňuje teplota a vlhkost prostředí, spíše než koncentrace živin v půdě. V Evropě má rostlina tendenci kolonizovat narušené pastviny.
Semeno je rozptylováno hlavně místně větrem, nebo ve větší míře lidmi, ptáky, volně žijícími živočichy, zvířaty. Semena jsou citlivé na světlo a klíčí pouze blízko k povrchu. Optimální hloubka je 4,5–0,5 cm.

## Pěstování
Pěstuje se méně často jako okrasná rostlina. Protože jde o dvouletku, je jeho pěstování omezeno potřebou přemnožení. Preferuje živné půdy a snese sušší stanoviště. Je výrazná dominanta, lze jej použít i do skupin xerofytních výsadeb.

### Rozmnožování
Ostropes se rozmnožuje pouze semeny. Většina semena klíčí na podzim po prvních deštích, ale některá semena mohou klíčit po celý rok za výhodných vlhkosti a teplot.